# San Sebastián, Silacayoápam
San Sebastián är en ort i Mexiko.   Den ligger i kommunen Silacayoápam och delstaten Oaxaca, i den sydöstra delen av landet, 240 km söder om huvudstaden Mexico City. San Sebastián ligger 1 703 meter över havet och antalet invånare är 215.
Terrängen runt San Sebastián är kuperad. Runt San Sebastián är det glesbefolkat, med 18 invånare per kvadratkilometer. Närmaste större samhälle är San Francisco Tlapancingo, 13,6 km väster om San Sebastián. I omgivningarna runt San Sebastián växer huvudsakligen savannskog.